# Le Chevalier de Pardaillan
Pour les articles homonymes, voir Pardaillan.
Pour plus de détails, voir Fiche technique et Distribution.
Le Chevalier de Pardaillan est un film franco-italien réalisé par Bernard Borderie et sorti en 1962. Il est inspiré du volume La Fausta de la série Les Pardaillan de Michel Zévaco.

## Synopsis
Dans la France du XVIe siècle, les prouesses du chevalier de Pardaillan au secours de la belle bohémienne « Violetta », en réalité Isabelle, fille du comte d'Entraigues et proie de l’ennemi juré de celui-ci, le duc Henri de Guise. Pardaillan et Isabelle tombent amoureux et le preux chevalier n’aura de cesse de soustraire sa bien-aimée aux hommes du duc de Guise jusqu’à l’avènement du roi Henri IV.

## Fiche technique
- Titre original : Le Chevalier de Pardaillan
- Réalisation : Bernard Borderie
- Scénario : Bernard Borderie d’après la saga Les Pardaillan de Michel Zévaco
- Dialogues : Bernard Borderie, André Haguet
- Décors : René Moulaert
- Costumes : Rosine Delamare
- Photographie : Henri Persin
- Son : René Sarazin
- Montage : Christian Gaudin
- Musique : Paul Misraki
- Bagarres réglées par Claude Carliez et son équipe
- Production : André Haguet
- Sociétés de production : Florida Films (France), Cie Lux France, Fonoroma (Italie), Lux Film (Italie)
- Sociétés de distribution : Prodis (France), Euro Int. Film (Italie), Mercure Distribution (vente à l'étranger)
- Pays d'origine :  France |  Italie
- Langue originale : français
- Format : couleur (Eastmancolor) — 35 mm — 2.35:1 (Franscope) — son monophonique
- Genre : aventures, film de cape et d'épée
- Durée : 85 minutes
- Dates de sortie : 
  - France : 19 octobre 1962
- Classification CNC : tous publics (visa d'exploitation no 24798 délivré le 8 octobre 1962)

## Distribution
- Gérard Barray : Jean de Pardaillan
- Michèle Grellier : Isabelle d'Entraigues, alias Violetta
- Gianna Maria Canale : Fausta Borgia
- Philippe Lemaire : duc Charles d'Angoulême
- Jean Topart : le duc Henri de Guise
- Kirk Morris (VF : Claude Bertrand) : Samson
- Claude Véga : Picouic
- Guy Delorme : Maurevert
- Robert Berri : Belgodère
- Jacques Seiler : La Pince
- Robert Dalban : Landry
- Caroline Rami : Marie-Josèphe Cochy, alias La Fourcaude
- Hélène Bellanger (non créditée) : Huguette
- Raoul Billerey : Bussy
- Jacques Hilling : le chambellan de Guise
- Moustache : le chambellan d'Angoulême
- Antoine Baud : l'homme en rouge
- Henri Cogan : le meunier
- Françoise Giret : la servante à l'auberge
- Maïté Mansoura : la servante de Fausta
- Yvan Chiffre : un garde
- Rico Lopez : un sbire
- Frank Estange : un sbire
- Jean Martin : cascadeur

## Tournage
Prises de vue extérieures dans les départements français suivants :
- Aveyron : au Pont Vieux sur la Sorgues à Saint-Affrique[1] ;
- Corrèze : Allassac[1], Collonges-la-Rouge[2], pont à becs du Saillant sur la Vézère à Voutezac[2] ;
- Dordogne : Château de Biron, Château de Hautefort[2], Monpazier[2] ;
- Lot-et-Garonne : moulin de Lartigue à Montauriol[2], sur les rives de la Baïse à Nérac[2] ;
- Yonne : Noyers-sur-Serein[2].

Quelques lieux de tournage extérieur
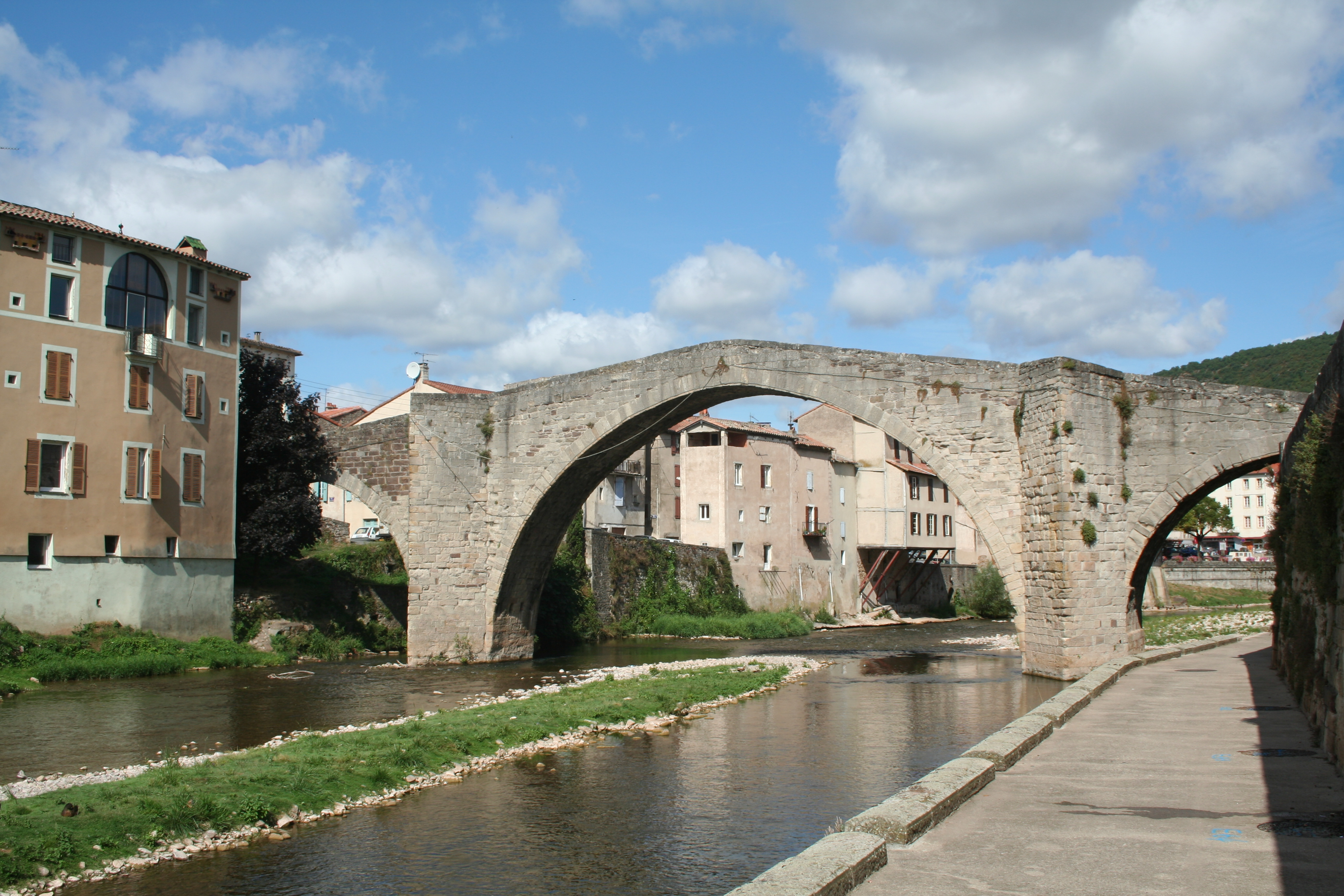
Pont Vieux (Saint-Affrique) sur la Sorgues
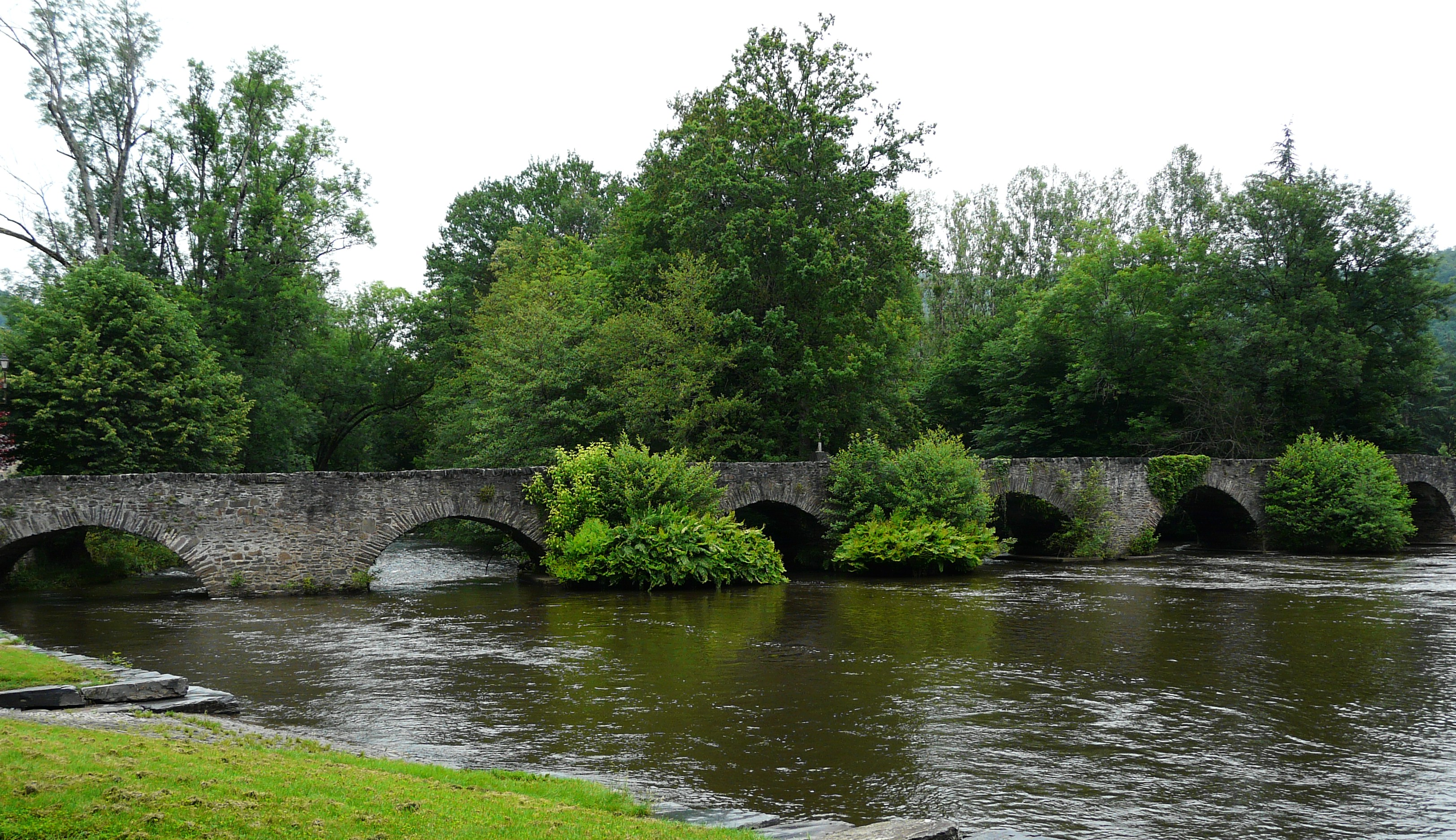
Pont du Saillant sur la Vézère
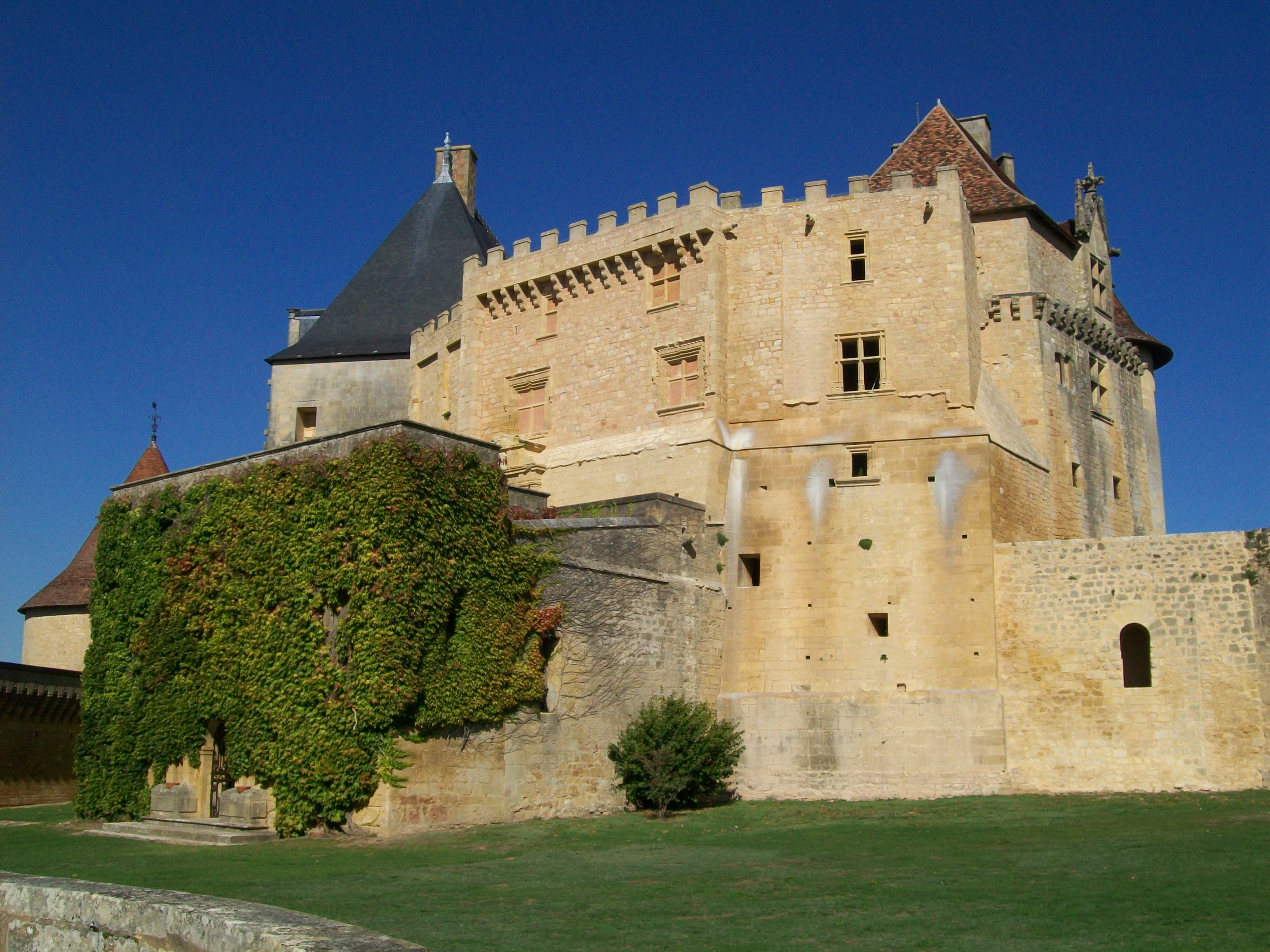
Château de Biron
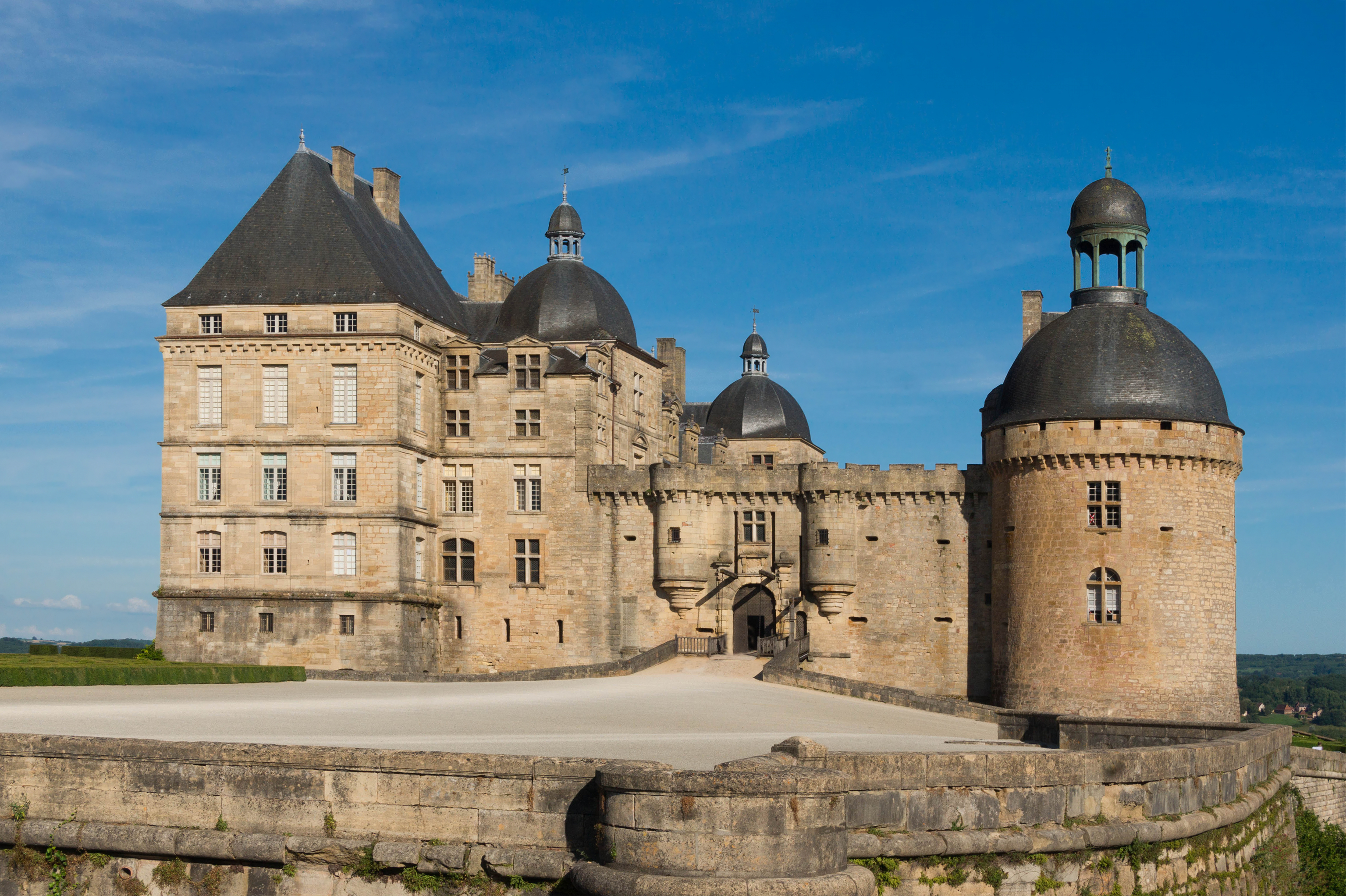
Château de Hautefort
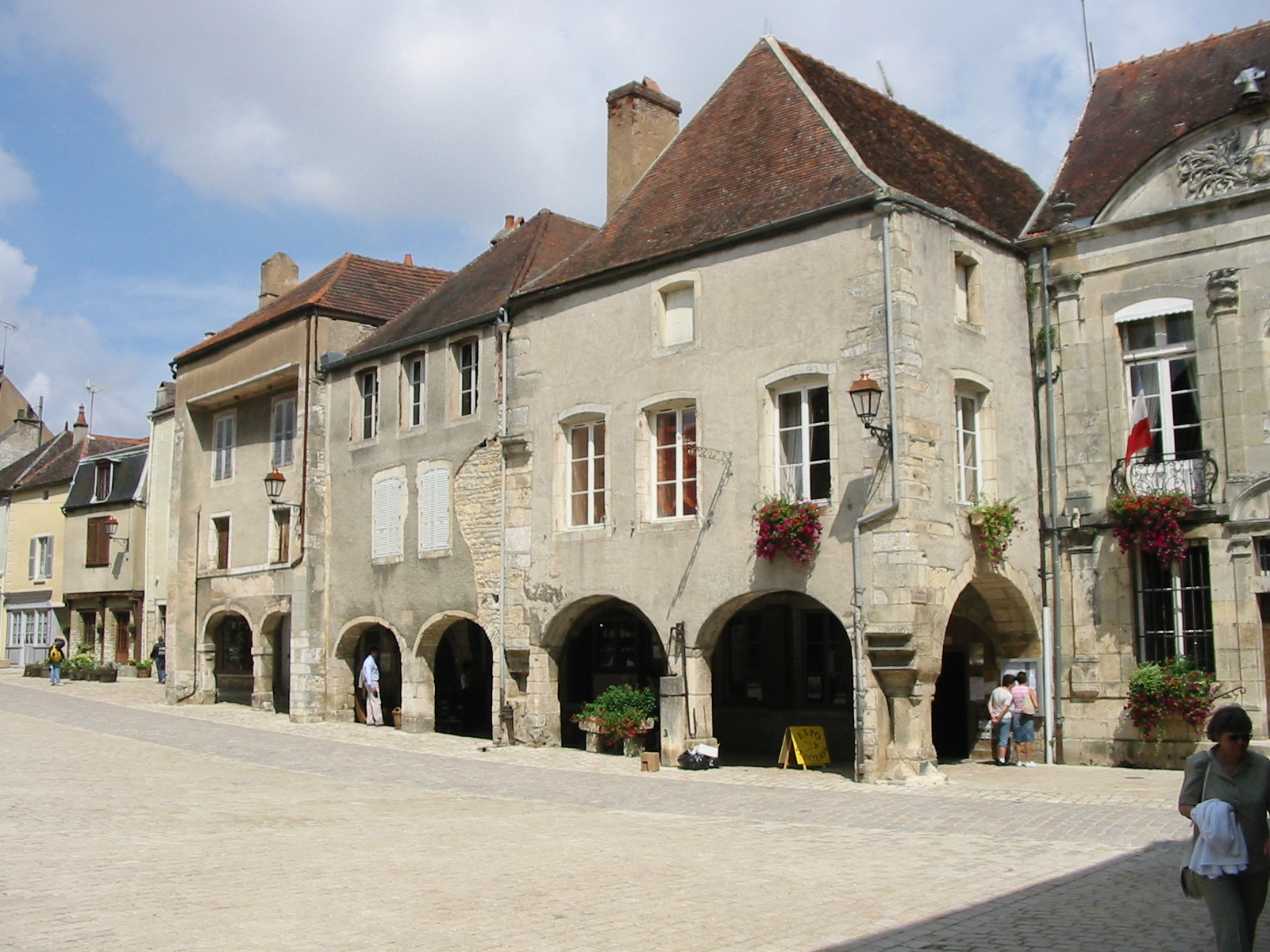
Rue pavée de Noyers-sur-Serein
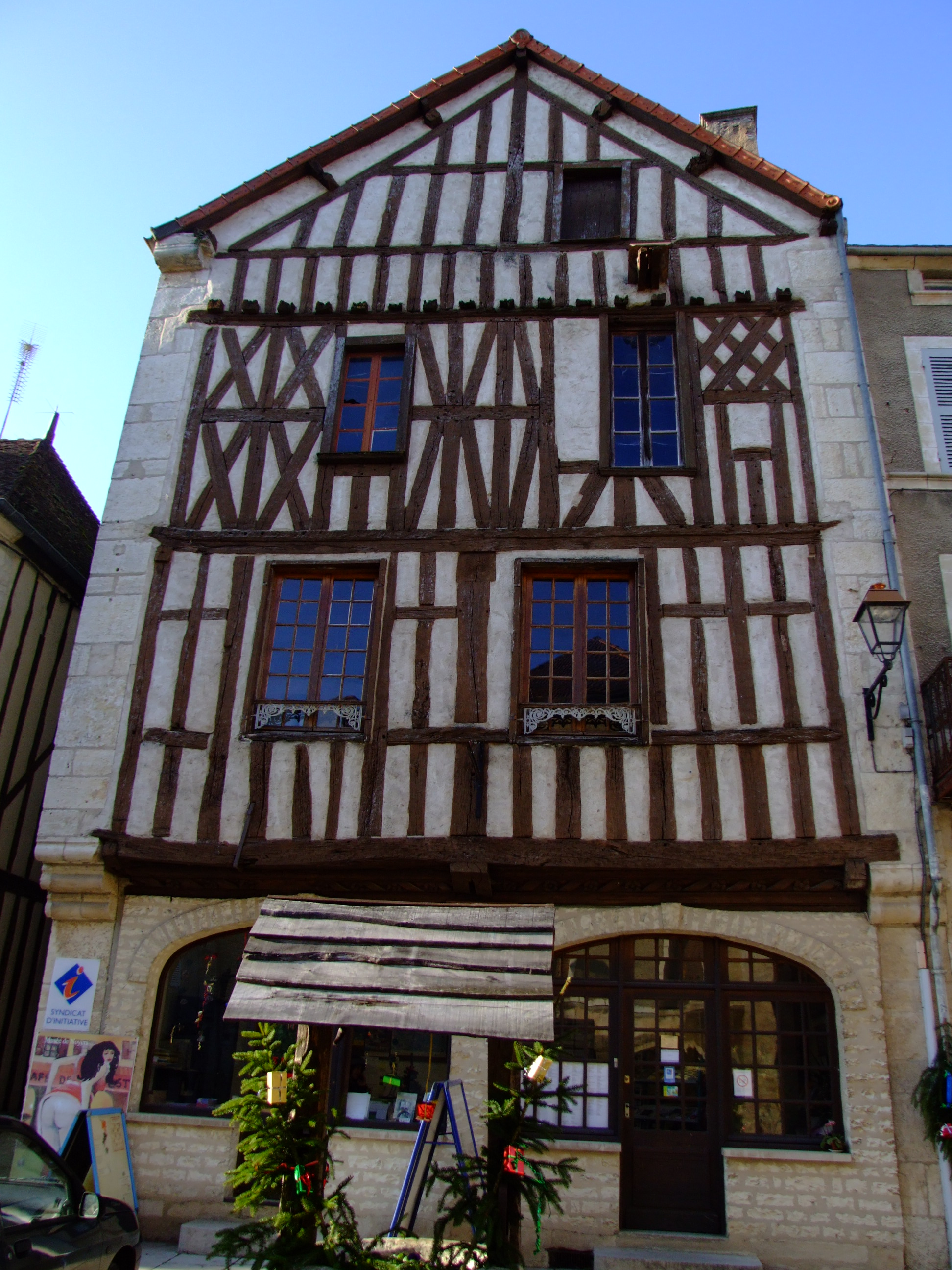
Maison à colombages de Noyers-sur-Serein